# Грайворонський район
Грайворо́нський райо́н — адміністративна одиниця Росії, Бєлгородська область. До складу району входять 1 міське і 12 сільських поселень. Історично Грайворонський район відноситься до Східної Слобожанщини, та Історичної Харківщини та Охтирщини.

## Географія
Грайворонський район розташований у східній частині української суцільної етнічної території — Східній Слобожанщині, наразі у південно-західної частини Бєлгородської області РФ. На півдні район межує з Красноярузьким та Рокитнянським районами Бєлгородської області. На сході район межує з Борисовським районом Бєлгородської області. З півдня та заходу, кордон району збігається з державним кордоном між Україною та Росією. Межує з Харківською областю та Сумською областю.
Площа Грайворонського району — 853, 8 км².
У селі Дунайка річки Лисичка та Дунайчик впадають у Ворсклицю. В районі течуть річки: Ворскла, Безім'янка, Солов'їва.

## Історія
У XVII сторіччі землі району заселялися переселенцями з Правобережної України. Його історія була нерозривно пов'язана з Слобідською Україною, зокрема з Охтирським слобідським козацьким полком. Заснований у 1640 році  Грайворон був сотенним центром Грайворонської сотні Охтирського полку. У зв'язку з близькістю до Бєлгороду на землях Грайворонщини також оселяються селяни з Московщини.
У 1765 році , полковий устрій Слобідської України було скасовано. З козаків було утворено Охтирський гусарський полк, а землі колишнього полку увійшли у Слобідсько-Української губернії як Охтирська провінція.
У 1779 році  сучасний Грайворонський район у складі Хотмижського повіту приєднаний до Слобідсько-Української губернії.
У 1780 році  Слобідсько-Українська губернія була переформована у Харківське намісництво. Сучасний Грайворонський район, входив до складу Хотмижського округу цього намісництва.
23 березня 1838 року  утворюється Грайворонський повіт Курської губернії на базі скасованого Хотмижського повіту. В нове повітове місто переводяться повітові органи влади з Хотмижську, який став позаштатним містом Грайворонського району.
За часів Української Народної Республіки, за законом від 2-4 березня 1918 про адміністративно-територіальний поділ України — Грайворонський повіт Землі Слобожанщина.
29 квітня 1918 року , гетьман Української держави Павло Скоропадський повертає старий губернський поділ часів Російської імперії. Грайворонський повіт стає одним з 22 повітів Харківської губернії України.
У 1928 році у зв'язку з переформуванням губернсько-повітового поділу в обласно-районний, Грайворонський повіт було скасовано, а новоутворений Грайворонський район включений до Бєлгородського округу Центрально-Чорноземної області.
У 1930 році  округи були скасовані, а райони стали напряму підлеглими обласному центру у Воронежі.
У 1934 році  Центрально-Чорноземна область була розділена на Курську та Воронезьку області. Грайворонський район відійшов до Курської області.
У 1954 році  Грайворонський район став складовою частиною новоутвореної Бєлгородської області.
У 1964 році  Грайворонський район було скасовано, а його територія ввійшла до складу Борисовського району.
У 1989 році , Грайворонський район було відновлено в складі Бєлгородської області.
З 1 січня 2006 року  згідно з законом Бєлгородської області від 20.12.2004 № 153 муніципальному формуванню «Грайворонський район» надано статус муніципального району. На території району створені 13 муніципальних формувань: 1 міське та 12 сільських поселень.

## Адміністративний поділ
У складі Грайворонського району 1 міське та 12 сільських поселень:
| №  | Міське чи сільське поселення         | Адміністративний центр    | Кількість н.п. | населення | Площа, км² |
| -- | ------------------------------------ | ------------------------- | -------------- | --------- | ---------- |
| 1  | Місто Грайворон                      | місто Грайворон           | 2              | 6691      | 30,64      |
| 2  | Безименське сільське поселення       | село Безимено             | 1              | 807       | 48,60      |
| 3  | Головчинське сільське поселення      | село Головчино            | 4              | 8246      | 95,59      |
| 4  | Гора-Подільське сільське поселення   | село Гора-Поділ           | 2              | 2527      | 43,70      |
| 5  | Горьковське сільське поселення       | село Горьковський         | 5              | 955       | 66,08      |
| 6  | Доброівановське сільське поселення   | село Доброівановка        | 4              | 2106      | 51,63      |
| 7  | Дорогощанське сільське поселення     | село Дорогощь             | 2              | 948       | 51,39      |
| 8  | Дунайське сільське поселення         | село Дунайка              | 3              | 1149      | 73,14      |
| 9  | Івано-Лисичанське сільське поселення | село Івановська Лисиця    | 4              | 1697      | 124,61     |
| 10 | Козинське сільське поселення         | село Козинка              | 4              | 1277      | 59,11      |
| 11 | Мокроорловське сільське поселення    | село Мокра Орловка        | 3              | 824       | 56,29      |
| 12 | Новостроївське сільське поселення    | село Новостроївське-Перше | 3              | 848       | 36,33      |
| 13 | Смородинське сільське поселення      | село Смородино            | 2              | 6691      | 30,64      |

## Економіка
Більш як 80 % мешканців району задіяне у сільському господарстві.